# Ri Kwang-chon
Ri Kwang-chon (ur. 4 września 1985 w Pjongjang) – północnokoreański piłkarz występujący na pozycji obrońcy w klubie April 25.

## Kariera
Ri Kwang-chon od początku swojej kariery związany jest z klubem April 25. W 2001 roku zadebiutował w reprezentacji Korei Północnej. Został powołany do kadry na Mistrzostwa świata 2010.